# Sports Night
Sports Night est une série télévisée américaine en 45 épisodes de 22 minutes créée par Aaron Sorkin et diffusée entre le 22 septembre 1998 à 16 mai 2000 sur le réseau ABC. Le principe est de parodier un journal sportif du genre SportsCenter sur ESPN.
En France, elle a été diffusée à partir du 12 mai 2000 sur Série Club.

## Synopsis
La série narre les coulisses de l'émission Sports Night, du stress qui précède le direct, de l'effervescence procurée par l'émission et des stratégies mises en place pour faire de l'émission suivante un succès. On y suit également les histoires personnelles des présentateurs du journal, de ses créateurs, réalisateurs et producteurs ainsi que leurs difficultés professionnelles.

## Ambiance de la série
À l'instar des salles de rédaction, la caméra suit les protagonistes au rythme des événements, tant ceux de l'actualité sportive que des relations qui se tissent entre les personnages. Les séquences sont généralement filmées en plan rapproché et les plans changent suivant l'intérêt des scènes.

## Commentaires
- Filmée au format 20 minutes, la première saison laisse entendre les rires du public (en version originale), ce qui  n'est plus le cas dans la saison deux.
- Bien que la série n'ait pas connu un grand succès, on peut y découvrir de nombreuses célébrités actuelles (Josh Charles, Peter Krause, Felicity Huffman) ainsi que des invités de marque (William H.Macy, Ted Mc Ginley) (voir section "Distribution").

## Distribution
- Josh Charles : Daniel « Dan » Rydell, coprésentateur
- Peter Krause : Casey McCall, coprésentateur
- Felicity Huffman : Dana Whitaker, producteur exécutif
- Joshua Malina : Jeremy Goodwin, producteur associé et analyste recherche
- Sabrina Lloyd : Natalie Hurley, producteur associé senior
- Robert Guillaume : Isaac Jaffe, responsable montage

### Acteurs récurrents
- Kayla Blake : Kim, producteur associé
- Greg Baker : Elliot, producteur associé
- Jeff Mooring : Dave, réalisateur
- Ron Ostrow : Will, technicien
- Timothy Davis-Reed : Chris, technicien
- William H. Macy : Sam Donovan, conseiller audience CSC (saison 2)
- Teri Polo : Rebecca Wells, analyste marché pour Continental Corp.
- Brenda Strong : Sally Sasser, producteur exécutif de West Coast Update
- Robert Mailhouse : J.J., conseiller pour le réseau
- Ted McGinley : Gordon Gage (saison 1)
- Jayne Brook : Abby Jacobs (saison 2)
- Paula Marshall : Jenny (saison 2)
- Megan Ward - Pixley (saison 2)

## Épisodes

### Première saison (1998-1999)
1. titre français inconnu (Pilot)
2. titre français inconnu (The Apology)
3. titre français inconnu (The Hungry and the Hunted)
4. titre français inconnu (Intellectual Property)
5. titre français inconnu (Mary Pat Shelby)
6. titre français inconnu (The Head Coach, Dinner and the Morning Mail)
7. titre français inconnu (Dear Louise)
8. titre français inconnu (The Quality of Mercury at 29K)
9. titre français inconnu (Thespis)
10. titre français inconnu (Shoe Money Tonight)
11. titre français inconnu (The Six Southern Gentlemen of Tennessee)
12. titre français inconnu (Smoky)
13. titre français inconnu (Small Town)
14. titre français inconnu (Rebecca)
15. titre français inconnu (Dana and the Deep Blue Sea)
16. titre français inconnu (Sally)
17. titre français inconnu (How Are Things in Glocca Morra?)
18. titre français inconnu (The Sword of Orion)
19. titre français inconnu (Eli's Coming)
20. titre français inconnu (Ordnance Tactics)
21. titre français inconnu (Ten Wickets)
22. titre français inconnu (Napoleon's Battle Plan)
23. titre français inconnu (What Kind of Day Has it Been)

### Deuxième saison (1999-2000)
1. titre français inconnu (Special Powers)
2. titre français inconnu (When Something Wicked This Way Comes)
3. titre français inconnu (Cliff Gardner)
4. titre français inconnu (Louise Revisited)
5. titre français inconnu (Kafelnikov)
6. titre français inconnu (Shane)
7. titre français inconnu (Kyle Whitaker's Got Two Sacks)
8. titre français inconnu (The Reunion)
9. titre français inconnu (A Girl Named Pixley)
10. titre français inconnu (The Giants Win the Pennant, the Giants Win the Pennant)
11. titre français inconnu (The Cut Man Cometh)
12. titre français inconnu (The Sweet Smell of Air)
13. titre français inconnu (Dana Get Your Gun)
14. titre français inconnu (And the Crowd Goes Wild)
15. titre français inconnu (Celebrities)
16. titre français inconnu (The Local Weather)
17. titre français inconnu (Draft Day: Part I - It Can't Rain at Indian Wells)
18. titre français inconnu (Draft Day: Part II - The Fall of Ryan O'Brian)
19. titre français inconnu (April is the Cruelest Month)
20. titre français inconnu (Bells And A Siren)
21. titre français inconnu (La Forza Del Destino)
22. titre français inconnu (Quo Vadimus)

## Récompenses et nominations
- Emmy Awards 1999 : Meilleur Réalisateur pour une série comique pour Thomas Schlamme l'épisode Pilot
- Emmy Awards 1999 : Meilleur Montage à caméras multiples pour l'épisode Small Tow
- Emmy Awards 1999 : nomination au Meilleur scénario pour une série comique pour Aaron Sorkin, épisode The Apology
- Golden Globe Awards 1999 : nomination de Felicity Huffman ("Dana Whitaker) à la Meilleure actrice dans une série télévisée musicale ou comique
- Screen Actors Guild 1999 : nomination à la Meilleure distribution pour une série comique
- Emmy Awards 2000 : Meilleur Montage à caméras multiples pour l'épisode Cut Man
- Emmy Awards 2000 : nomination au Meilleur réalisateur pour une série comique, Schlamme pour Quo Vadimus
- Emmy Awards 2000 : nomination au Meilleur acteur invité dans une série comique pour William H. Macy ("Sam Donovan")
- Emmy Awards 2000 : nomination au Meilleur Casting pour une série comique pour The Cut Man Cometh
- Emmy Awards 2000 : nomination au Meilleur Montage à caméras multiples pour une série